# Agrypina Starsza
Agrypina Starsza (łac. Vipsania Agrippina Maior, ur. ok. 14 p.n.e., zm. 18 października 33 n.e.) – córka Marka Agrypy i Julii, córki Augusta.
W rok po śmierci ojca, Marka Agrypy, zyskała ojczyma, Tyberiusza, którego August zmusił do rozwodu z Wipsanią Agrypiną i poślubienia Julii wdowy po Agrypie. Małżeństwo nie było udane, Tyberiusz za zgodą Augusta w 6 p.n.e. wyjechał na Rodos, chcąc oddalić się od żony. Starsi bracia Agrypiny zmarli:Lucjusz w 2 n.e. i Gajusz w 4 n.e. Matka, Julia została w końcu wygnana z Rzymu za złe prowadzenie się. W 5 n.e. Agrypina poślubiła Germanika, bratanka Tyberiusza. W 6 n.e. August wygnał z Rzymu jej siostrę Julillę i brata Agrypę Postumusa. Tylko Agrypina z całej rodziny cieszyła się przychylnością Augusta. Była oddaną żoną, towarzyszącą mężowi we wszystkich wyprawach. Urodziła w sumie dziewięcioro dzieci, z których szóstka przeżyła okres dziecięcy. Zarzucano jej jednak niepohamowany charakter oraz ostrość w postępowaniu i nadmierną ambicję. Te cechy za życia Germanika stanowiły o sile i powodzeniu obojga, zaś po jego śmierci przyspieszyły upadek rodziny, rozdrażniając przeciwników w walce o panowanie. W 19 roku n.e. Agrypina przebywała z Germanikiem we wschodnich prowincjach Rzymu, gdy jej mąż zmarł w niejasnych okolicznościach.
O morderstwo Germanika oskarżyła Gnejusza Kalpurniusza Pizona.

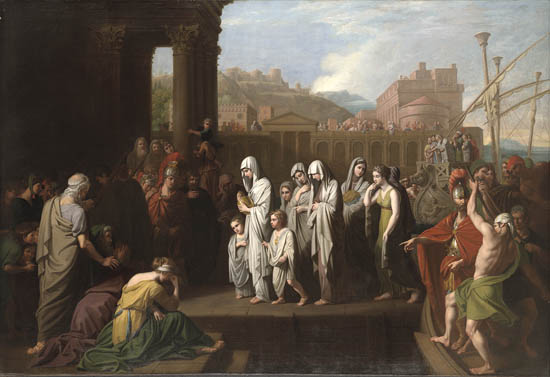
Benjamin West – Agrypina ląduje w Brundisium z popiołami Germanika

Jej groźnym przeciwnikiem stał się Sejan, prefekt pretorianów, który oskarżał ją przed Tyberiuszem o dążenie do władzy. Tyberiusz i jego faworyt Sejan obawiali się, że będzie usiłowała osadzić na tronie któreś z jej dzieci i próbowali ją usunąć. Tyberiusz nie zezwolił jej na powtórne małżeństwo. Również jej interwencja u Tyberiusza w sprawie Klaudii Pulchry oskarżonej o nierząd i obrazę majestatu nie odniosła skutku. Po przeniesieniu się Tyberiusza na Capri, Sejan miał wolną rękę i z jego inicjatywy Agrypina i jej syn Neron zostali ponownie oskarżeni, Agrypina została tak dotkliwie pobita przez żołnierzy Tyberiusza, że straciła oko. Wyrokiem Senatu została wygnana do Herkulanum, a później na wyspę Pandaterię. Tam zagłodziła się na śmierć, pomimo rozkazu Tyberiusza o karmieniu jej siłą. Została pochowana w Mauzoleum Augusta. Dwóch jej starszych synów Klaudiusz Neron Juliusz Cezar i Druzus III zostało zamorzonych głodem. W 37, gdy jej syn Kaligula został cesarzem, zrehabilitował pośmiertnie matkę.
Genealogia:
| 4. Lucius Vipsanius Agrippa |  |                          |  |  |                     |
|                             |  | 2. Marek Agrypa          |  |  |                     |
| 5. NN                       |  |                          |  |  |                     |
|                             |  |                          |  |  | 1. Agrypina Starsza |
| 6. Oktawian August          |  |                          |  |  |                     |
|                             |  | 3. Julia (córka Augusta) |  |  |                     |
| 7. Skrybonia                |  |                          |  |  |                     |
|                             |  |                          |  |  |                     |

Dzieci:
| Agrypina Starsza  |
| \| 1. Germanik \| |
| 1. Germanik       |

| 1. Germanik |

| Klaudiusz                  |
| ur. ok. 2 n.e, zm. 10 n.e. |

| Klaudia                        |
| ur. 4 n.e., zm. w dzieciństwie |

| Klaudiusz Neron       |
| \| 1. Julia Helena \| |
| 1. Julia Helena       |

| 1. Julia Helena |

| Druzus III             |
| \| 1. Emilia Lepida \| |
| 1. Emilia Lepida       |

| 1. Emilia Lepida |

| Kaligula                                                                                  |
| \| 1. Junia Klaudylla \| \| 2. Liwia Orestylla \| \| 3. Lolia Paulina \| \| 4. Cezonia \| |
| 1. Junia Klaudylla                                                                        |
| 2. Liwia Orestylla                                                                        |
| 3. Lolia Paulina                                                                          |
| 4. Cezonia                                                                                |

| 1. Junia Klaudylla |
| 2. Liwia Orestylla |
| 3. Lolia Paulina   |
| 4. Cezonia         |

| Juliusz                         |
| ur. 14 n.e., zm. w dzieciństwie |

| Agrypina Młodsza                                                                                           |
| \| 1. Gnejusz Domicjusz Ahenobarbus \| \| 2. Gajusz Salustiusz Kryspus Pasjen \| \| 3. Klaudiusz cesarz \| |
| 1. Gnejusz Domicjusz Ahenobarbus                                                                           |
| 2. Gajusz Salustiusz Kryspus Pasjen                                                                        |
| 3. Klaudiusz cesarz                                                                                        |

| 1. Gnejusz Domicjusz Ahenobarbus    |
| 2. Gajusz Salustiusz Kryspus Pasjen |
| 3. Klaudiusz cesarz                 |

| Julia Drusilla                                                    |
| \| 1. Lucjusz Kasjusz Longinus \| \| 2. Marek Emiliusz Lepidus \| |
| 1. Lucjusz Kasjusz Longinus                                       |
| 2. Marek Emiliusz Lepidus                                         |

| 1. Lucjusz Kasjusz Longinus |
| 2. Marek Emiliusz Lepidus   |

| Julia Liwilla            |
| \| 1. Marek Winicjusz \| |
| 1. Marek Winicjusz       |

| 1. Marek Winicjusz |